# Rhagodes metatarsalis
Rhagodes metatarsalis är en spindeldjursart som först beskrevs av Roewer 1933.  Rhagodes metatarsalis ingår i släktet Rhagodes och familjen Rhagodidae. Inga underarter finns listade i Catalogue of Life.